# Cholinesterase
 Trong hóa sinh, cholinesterase hay cholin esterase là một họ của esterase có trong tiêu bào chứa este của cholin, một vài trong số đó đóng vai trò chất dẫn truyền thần kinh. Do đó, một trong hai enzyme xúc tác quá trình thủy phân các chất dẫn truyền thần kinh, ví dụ như sự phá vỡ acetylcholine thành choline và axit axetic. Những phản ứng này là cần thiết để cho phép một tế bào thần kinh cholinergic trở lại trạng thái nghỉ sau khi kích hoạt. Ví dụ, trong sự co cơ, acetylcholine ở điểm nối cơ-thần kinh gây ra sự co thắt; nhưng để cơ bắp được thư giãn sau đó, thay vì bị khóa trong trạng thái co cơ, acetylcholine phải được phân hủy bởi một enzyme choline esterase. Enzyme đó thường là acetylcholinesterase (còn được gọi là choline esterase I hoặc erythrocyte cholinesterase); Enzyme được tìm thấy chủ yếu trong các khớp thần kinh hóa học và màng tế bào hồng cầu. Loại enzyme khác là butyrylcholinesterase (còn được gọi là choline esterase II hoặc huyết tương cholinesterase); Nó được tìm thấy chủ yếu trong huyết tương.

## Khám phá
Năm 1968, Walo Leuzinger và cộng sự. tinh chế và kết tinh thành công acetylcholinesterase từ cá trình điện tại Đại học Columbia, New York.
Cấu trúc 3D của acetylcholinesterase được xác định lần đầu tiên vào năm 1991 bởi Joel Sussman và cộng sự. Họ sử dụng protein từ cá đuối điện Thái Bình Dương.
Butyrylcholinesterase được PharmAthene tổng hợp vào năm 2007 bởi, bằng việc sử dụng giống dê biến đổi gen.

## Ý nghĩa lâm sàng
Sự vắng mặt hoặc enzyme BCHE bị đột biến dẫn đến một tình trạng y học được gọi là thiếu pseudocholinesterase. Đây là một tình trạng chỉ biểu hiện khi bệnh nhân bị tiêm thuốc giãn cơ succinylcholine hoặc mivacurium trong khi phẫu thuật.
Thiếu pseudocholinesterase cũng có thể ảnh hưởng đến thủ thuật gây tê cục bộ trong các thủ tục nha khoa. Enzyme đóng vai trò quan trọng trong quá trình chuyển hóa thuốc gây tê cục bộ dạng ester, làm giảm biên độ an toàn và làm tăng nguy cơ ảnh hưởng đến toàn thân với loại thuốc gây mê này. Việc lựa chọn thuốc gây tê dạng amide được khuyến nghị ở những bệnh nhân như vậy.
Độ cao của nồng độ BCHE huyết tương đã được quan sát thấy trong 90,5% trường hợp nhồi máu cơ tim cấp.
Sự hiện diện của ACHE trong nước ối kiểm tra được trong giai đoạn sớm của thai kỳ. Một mẫu nước ối được loại bỏ bằng cách chọc ối và sự tồn tại của ACHE có thể xác nhận một số loại dị tật bẩm sinh phổ biến, bao gồm khuyết tật thành bụng và khuyết tật ống thần kinh.
BCHE được sử dụng như một tác nhân dự phòng chống lại khí gas và chất độc phosphor dạng hữu cơ.

## Hình ảnh

Acetylcholine
Choline
A-xít a-xê-tíc
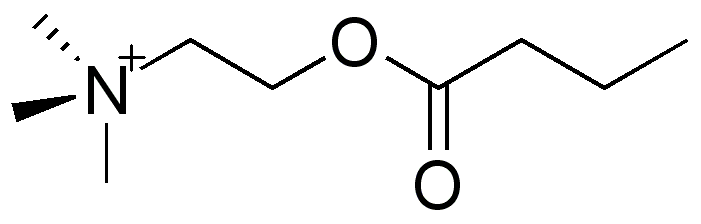
Butyrylcholine